# Tetrapturus georgii
Tetrapturus georgii (Lowe, 1841) è un pesce osseo marino appartenente alla famiglia Istiophoridae.

## Distribuzione e habitat
L'areale copre le parti tropicali e subtropicali dell'oceano Atlantico e il mar Mediterraneo. Sino alla fine degli anni 2000 si riteneva che vivesse soltanto nella parte orientale dell'Atlantico, ma in seguito è stato scoperto anche nella parte occidentale; appare ad esempio abbastanza comune nelle acque del Brasile meridionale. 
È un tipico pesce pelagico che passa la maggior parte del tempo nella zona epipelagica nei primi 10 metri d'acqua anche se può scendere fino a 200 m di profondità.

## Descrizione
Come in tutti gli istioforidi la mascella superiore è molto allungata e forma un rostro piuttosto lungo, a sezione rotondeggiante. Il corpo è robusto e compresso lateralmente. Le pinne dorsali sono due, di cui la prima molto più grande. La prima dorsale ha 43-48 raggi, è lunga e ha un lobo anteriore elevato, con altezza maggiore dell'altezza del corpo nel punto più alto. L'origine della prima dorsale è in corrispondenza del preopercolo. La seconda dorsale è breve e ha 6-7 raggi. Le pinne anali sono due di cui la prima alta e arrotondata con 14-16 raggi e la seconda simile alla seconda dorsale, rispetto alla quale è inserita in posizione leggermente più anteriore, con 5-7 raggi. Le pinne pettorali sono lunghe e si adattano a una scanalatura sul fianco quando sono chiuse; le pinne ventrali, di lunghezza simile alle pettorali, sono lunghe e sottili. La pinna caudale è falcata, sul peduncolo caudale vi sono due carene per lato. L'aspetto generale è simile a quello del marlin bianco, da cui si riconosce per la prima pinna dorsale senza macchie scure e per le scaglie della parte centrale del corpo di forma rotondeggiante e senza aculei.
La colorazione dell'animale vivo è ignota, si crede che non siano presenti le barre verticali tipiche di altri istioforidi.
Può raggiungere una lunghezza massima di 184 cm e un peso massimo di 21,5 kg.

## Biologia
Poco conosciuta.

### Alimentazione
Pare che i cefalopodi, soprattutto calamari, abbiano un grande peso nella sua alimentazione. Tra i pesci è certo che predi i tombarelli.

## Pesca
T. georgii è catturato soprattutto come bycatch con i palamiti ma anche con le reti da circuizione e dai pescatori sportivi. Non sono noti dati sulle catture dato che viene invariabilmente confuso con il marlin bianco.

## Tassonomia
Questa specie è stata riabilitata soltanto nel 2006.

## Conservazione
Lo status delle popolazioni è ignoto così come lo sforzo di pesca e molti altri particolari biologici di questa specie. La IUCN classifica T. georgii come "specie con dati insufficienti".